# Tyler Luellen
Tyler Luellen (25 de julio de 1984 en Bethany, Misuri) es un jugador profesional de fútbol americano juega la posición de offensive tackle para Sacramento Mountain Lions en la United Football League. Firmó como agente libre para San Diego Chargers en 2008. Jugó como colegial en Misuri.
También participó con California Redwoods en la UFL.

## Estadísticas UFL
|           |        | Defensa |     |     |     |     |    |
| Temporada | Equipo | Tkl     | Ast | Tot | Sck | Yds | FF |
| 2010      | SML    | 1       | 0   | 1.0 | 0   | 0   | 0  |